# Värmlandsfinska

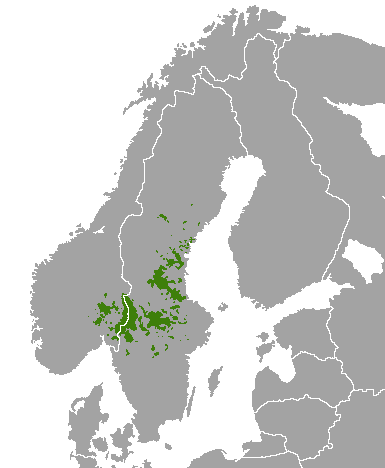
Karta över skogsfinsk bosättning.

Värmlandsfinska (norska: Värmland savofinsk eller Skogfinsk; finska: Vermlannin savolaismurteet) är en utdöd dialekt av savolaxfinska som talades i Värmland och östra Norge av skogsfinnar.
Savolaxfinska talare kom till Sverige 1575-1660, huvudsakligen från Rautalampi. På 1800-talet var det flera tusen finsktalande i Värmland. Till skillnad från Savolaxfinska i Finland hade språket i Värmland ingen geminering eller schwa eftersom detta var en senare utveckling i savolaxfinskan. I savolaxfinskan blir en vokal insatt i mitten av ord, ex. talavi (vinter) är på finska talvi, detta typiska draget saknas däremot vilket tyder att det också var en senare utveckling i savolaxfinskan.
På 1960-talet levde några få som kunde tala flytande. De sista som kunde värmlandsfinskan var Johannes Johansson Oinoinen och Karl Persson, som dog i 1965 respektive 1969.